# Philoponella herediae
Espèce
Philoponella herediae est une espèce d'araignées aranéomorphes de la famille des Uloboridae.

## Distribution
Cette espèce est endémique du Costa Rica.

## Description
La carapace des femelles mesure de 1,02 à 1,06 mm de long et l'abdomen de 1,82 à 2,08 mm.

## Étymologie
Son nom d'espèce lui a été donné en référence au lieu de sa découverte, la province d'Heredia.

## Publication originale
- Opell, 1987 : The new species Philoponella herediae and its modified orb-web (Araneae, Uloboridae). Journal of Arachnology, vol. 15, p. 59-63 (texte intégral).